# Bシステム
Bシステム（Taito B System）は、タイトーが開発したアーケードゲーム基板。
ハードウェアの面でF2システムと類似点が多い。

## スペック
- CPU : MC68000 12MHz
- Sound CPU : Z80 4MHz
- Sound chip : YM2610, YM2610BまたはYM2203
- Video resoution : 320×224

## 主なタイトル
- クライムシティ（1989年）
- マスターオブウェポン（1989年）
- バイオレンスファイト（1989年）
- ラスタンサーガII（1989年）
- ソニックブラストマン（1990年）
- サイレントドラゴン（1992年）※ゲームの開発はイーストテクノロジー。
- パズルボブル（1994年）※先行販売分のみ
- スペースインベーダーDX（1994年）